# Mill Creek, West Virginia
Mill Creek är en ort i Randolph County i delstaten West Virginia, USA.